# Observatoire de Rabat
L'Observatoire de Rabat est un observatoire astronomique situé à Rabat, au Maroc. Il a été fondé en 1999 et dispose d'un télescope de 51 centimètres. Avec l'observatoire de l'Oukaïmeden, c'est l'un des principaux observatoires existant au Maroc.